# Molva dypterygia
L'escolà (Molva dypterygia) és una espècie de peix, membre de la família del bacallà de l'Atlàntic Nord. Sol tenir entre 70 i 110 cm de llarg, però la llargada màxima és 155 cm. S'alimenta de peixos (peixos plans, gobis, Lotidae), crustacis i altres invertebrats bentònics. El peix aconsegueix la maduresa sexual entre els 6 i els 12 anys.